# Drugi najvišji vrhovi po celinah
Drugi najvišji vrhovi po kontinentih (ang. Seven Second Summits) so druge najvišje gore na vsakem od sedmih kontinentov. Vsi omenjeni vrhovi so samostojni - niso podvrhovi višjih gora.
Christian Stangl je bil prvi, ki je osvojil vseh sedem drugih najvišjih vrhov.
| Drugi najvišji vrhovi po celinah (razvršeni po višini) | Drugi najvišji vrhovi po celinah (razvršeni po višini) | Drugi najvišji vrhovi po celinah (razvršeni po višini) | Drugi najvišji vrhovi po celinah (razvršeni po višini) | Drugi najvišji vrhovi po celinah (razvršeni po višini) | Drugi najvišji vrhovi po celinah (razvršeni po višini) | Drugi najvišji vrhovi po celinah (razvršeni po višini) | Drugi najvišji vrhovi po celinah (razvršeni po višini) |
| Vrh                                                    | Bassov seznam                                          | Messnerjev seznam                                      | Višina                                                 | Prominenca                                             | Celina                                                 | Gorovje                                                | Država                                                 |
| ------------------------------------------------------ | ------------------------------------------------------ | ------------------------------------------------------ | ------------------------------------------------------ | ------------------------------------------------------ | ------------------------------------------------------ | ------------------------------------------------------ | ------------------------------------------------------ |
| K2                                                     | ✔                                                      | ✔                                                      | 8.611 m (28.251 ft)                                    | 4.017 m (13.179 ft)                                    | Azija                                                  | Karakorum                                              | Pakistan / Kitajska                                    |
| Ojos del Salado                                        | ✔                                                      | ✔                                                      | 6.893 m (22.615 ft)                                    | 3.688 m (12.100 ft)                                    | Južna Amerika                                          | Andi                                                   | Argentina / Čile                                       |
| Mount Logan                                            | ✔                                                      | ✔                                                      | 5.959 m (19.551 ft)                                    | 5.250 m (17.224 ft)                                    | Severna Amerika                                        | Saint Elias                                            | Kanada                                                 |
| Dykh-Tau                                               | ✔                                                      | ✔                                                      | 5.205 m (17.077 ft)                                    | 2.002 m (6.568 ft)                                     | Evropa                                                 | Kavkaz                                                 | Rusija                                                 |
| Mount Kenya                                            | ✔                                                      | ✔                                                      | 5.199 m (17.057 ft)                                    | 3.825 m (12.549 ft)                                    | Afrika                                                 | -                                                      | Kenija                                                 |
| Mount Tyree                                            | ✔                                                      | ✔                                                      | 4.852 m (15.919 ft)                                    | 1.152 m (3.780 ft)                                     | Antarktika                                             | Sentinel                                               | -                                                      |
| Puncak Mandala                                         |                                                        | ✔                                                      | 4.760 m (15.617 ft)                                    | 2.760 m (9.055 ft)                                     | Avstralija (kontinent)                                 | Jayawijaya                                             | Indonezija                                             |
| Mount Townsend                                         | ✔                                                      |                                                        | 2.209 m (7.247 ft)                                     | 189 m (620 ft)                                         | Avstralija                                             | Snowies                                                | Avstralija                                             |

Jon Krakauer je v svoji kjnigi Into Thin Air  zapisal, da je osvojitev drugih najvišjih vrhov po kontinentih bolj težavna kot osvojitev najvišjih. V Aziji je K2 (8611 m) je tehnično težavnejši od Everesta. Mount Kenya v Afriki (5199 m) je tudi bolj zahtevna od Kilimandžara (5895 m). Mount Logan v Severni Ameriki je po nekaterih trditvah zahtevnejši od Denalija.. Ojos del Salado v Južni Ameriki je bolj težaven kot Aconcagua in Dykh-Tau v Evropi bolj kot Elbrus.